# San Mauro Marchesato
San   Mauro Marchesato község (comune) Calabria régiójában, Crotone megyében.

## Fekvése
A megye központi részén fekszik. Határai: Cutro, Roccabernarda, Santa Severina és Scandale.

## Története
A hagyományok szerint a települést Hannibal mauritániai katonák alapították, miután a karthágói vezér az i. e. 2. században Króton alatt vereséget szenvedett. A Maurum nevű települést a kereszténység elterjedésével átkeresztelték San Mauróra, majd 1863-ban megkapta a Marchesato nevet is utalva arra, hogy a 19. század elejéig, amikor felszámolták a feudalizmust a Nápolyi Királyságban a crotonei hercegnek volt hűbérbirtoka.

## Népessége
A népesség számának alakulása:

## Főbb látnivalói
- Madonna del Soccorso-templom
- Palazzo Salerno
- Palazzo Marescalco.